# Вилхелм Адолф фон Рантцау
Вилхелм Адолф фон Рантцау-Брайтенбург (на немски: Wilhelm Adolf, 4. Graf von Rantzau-Breitenburg; * 1688; † 19 март 1734 в крепост Акешхус, Осло, Норвегия) е 4. и последен имперски граф на Рантцау-Брайтенбург в южен Южен Шлезвиг-Холщайн.
Той е вторият син на 2. имперски граф Кристиан Детлев фон Рантцау-Брайтенбург (1644 – 1697) и съпругата му фрайин Катарина Хедвиг фон Брокдорф (1645 – 1689), дъщеря на Детлев фон Брокдорф († 1670) и Йолгард Катарина фон Рантцау († 1675). Той е по-малък брат на 3. имперски граф Кристиан Детлев фон Рантцау (* 1670; † 10 ноември 1721, Бармщет, застрелян).
Родът Рантцау принадлежи към най-богатите и влиятелни фамилии на Шлезвиг-Холщайн, през 16 и 17 век е собственик на ок. 70 имоти в страната.
Вилхелм Адолф поема управлението на имперското графство Рантцау, след като по-големия му брат Кристиан Детлев фон Рантцау през 1715 г. е арестуван в Берлин, заради набеждаване за хомосексуални действия, и е затворен в Шпандау.
Вилхелм Адолф фон Рантцау-Брайтенбург е осъден през 1726 г. и затворен от датския съд, заради участие в убийството на по-големия му брат Кристиан Детлев фон Рантцау.
Вилхелм Адолф фон Рантцау-Брайтенбург умира бездетен на 19 март 1734 г. в затвор крепост Акешхус, Осло, Норвегия.

## Фамилия
Вилхелм Адолф фон Рантцау-Брайтенбург се жени 1711/1719 г. за графиня Шарлота Луиза Зайн-Витгенщайн-Хомбург (* 1680/1681; † 11 март 1746, Хомбург), дъщеря на граф Кристиан фон Зайн-Витгенщайн-Хомбург (1647 – 1704) и графиня Кристиана Магдалена фон Лайнинген-Дагсбург-Харденбург (1650 – 1683). Бракът е бездетен.